# Скобель
Ско́бель (струг, наструг, кородёр) — старинное орудие плотников в виде прямого или изогнутого лезвия с рукоятями на обоих концах, предназначенное для сдирания коры с брёвен и их первичного обстругивания.

## По дереву
Скобель используется для зачистки брёвен при рубке срубов; после зачистки древесина становится светлой, без следов коры. Стены дома из сруба, обработанные «под скобель», не требуют дополнительной обшивки и отделки и привлекают естественной красотой дерева. Вместе с тем скобелем невозможно выровнять поверхность бревна — остаются неровности, повторяющие форму ствола, и задиры от топора на сучках.
Скобель использовали при выделке берд и в щепном промысле.

## По коже
Скобелем (скобель скорняка — подводка, подходка, опушни́к, для срезки опушины, мездры) также называется орудие труда кожевенников, представляющее собой деревянную рукоять с прикреплённой посередине металлической S-образно изогнутой, остро заточенной пластиной. Этот инструмент применялся для первичной обработки кож и шкур (оленьих, тюленьих и прочих).